# Кампо Инљезе (Латина)
Кампо Инљезе је насеље у Италији у округу Латина, региону Лацио.
Према процени из 2011. у насељу је живело 53 становника. Насеље се налази на надморској висини од 173 м.